# Atlantic Club Ridge
Atlantic Club Ridge är en bergstopp i Antarktis. Den ligger i Sydshetlandsöarna. Argentina, Chile och Storbritannien gör anspråk på området. Toppen på Atlantic Club Ridge är 161 meter över havet. Atlantic Club Ridge ligger vid sjön Grand Lagoon.
Terrängen runt Atlantic Club Ridge är varierad. Havet är nära Atlantic Club Ridge åt sydväst. Trakten är glest befolkad. Närmaste befolkade plats är St. Kliment Ohridski Base, 1,6 kilometer nordost om Atlantic Club Ridge. 